# Paint Rock (Alabama)
Pour les articles homonymes, voir Paint Rock.
Paint Rock est municipalité américaine du comté de Jackson, dans l'Alabama.
Selon le recensement de 2010, sa population est de 210 habitants. La municipalité s'étend sur 0,44 milles carrés (1,14 km2).
D'abord appelée Camden puis Redman, Paint Rock adopte son nom actuel dans les années 1860 en référence au ruisseau homonyme. Elle devient une municipalité en 1894.

## Démographie
| 1880 | 1900 | 1910 | 1920 | 1930 | 1940 | 1950 | 1960 |
| ---- | ---- | ---- | ---- | ---- | ---- | ---- | ---- |
| 41   | 394  | 534  | 332  | 320  | 282  | 276  | 264  |

| 1970 | 1980 | 1990 | 2000 | 2010 | - | - | - |
| ---- | ---- | ---- | ---- | ---- | - | - | - |
| 226  | 221  | 214  | 185  | 210  | - | - | - |